# Olios fuscovariatus
Olios fuscovariatus är en spindelart som beskrevs av Cândido Firmino de Mello-Leitão 1943. Olios fuscovariatus ingår i släktet Olios och familjen jättekrabbspindlar. Inga underarter finns listade i Catalogue of Life.